# Geoffrey Picard
Geoffrey Picard, né le 20 mars 1943 à Oakland et mort le 14 septembre 2002 à Tahoe City, est un rameur d'aviron américain.

## Carrière
Geoffrey Picard participe aux Jeux olympiques de 1964 à Tokyo et remporte la médaille de bronze avec le quatre sans barreur américain composé de Richard Lyon, Theodore Mittet et Ted Nash.